# 太田祐一
太田 祐一(おおた すけかず、1913年 - 1998年)は日本の自動車技術者・自動車デザイナー。1957年（昭和32年）に日本内燃機と合併するまで存在していた日本の自動車メーカー・オオタ自動車工業の創業者・太田祐雄の長男である。

## 経歴
父・祐雄が巣鴨郊外に個人経営の「太田工場」を開業、教材用の小型発動機、模型飛行機、オートバイ部品製造に着手した翌年に出生。少年時代から父の仕事を手伝い、府立実科工業学校機械科在学中も、教師の許可を得て製図の時間に父の描いた図面のトレースを行っていた。
父の町工場が三井財閥の出資で、資本金100万円の「高速機関工業」に改組された翌年の1936年（昭和11年）、同社に入社。乗用車のデザインを担当することになり、祐一は当時のヨーロッパ製新型車の斬新な設計に強い影響を受け、設計を進歩的なものに改め、極めてスタイリッシュなOD型（1937年（昭和12年））などのモデルを開発した。2ドアセダンはピラーレス方式を採用、カブリオレやクーペも欧州のカロッツェリアの作品のような斬新さであった。
また、早くからモータースポーツに強い関心を持っていた父・祐雄と共に、1936年（昭和11年）に日本最初のサーキット・多摩川スピードウェイ（太平洋戦争により閉鎖）が完成すると、2人の弟たちと共にオオタ小型自動車をベースにしたレーシングカーを作り上げ、自ら操縦してレースへの参戦を続け、この分野でもライバルで企業規模の遥かに大きいダットサンを圧倒した。
しかし、1937年（昭和12年）に盧溝橋事件が勃発すると自動車レースは中止され、軍部に敵視された三井財閥系列の、しかも満州国進出で時流に乗っていた鮎川義介率いる日産コンツェルン製の「ダットサン」に対抗しようとしていた高速機関工業には厳しい資材割り当て制限が課せられ、乗用車はもとよりトラックさえも生産不可能に追い込まれた。翌年、三井財閥は株式を立川飛行機に売却、高速機関工業は航空機部品や防空用消火ポンプエンジンの生産に転換した。
祐一は同社を退社、帝国自動車工業に入社し、くろがね4起の車体設計を手がけたり、薪を燃料とする代燃エンジンや鉄道保線車用エンジンの設計に従事する。戦争末期には陸軍第七技術研究所に徴用され、撃墜されたB-29の残骸を調査、その油圧系統や補機類の優秀さに驚いたという。
敗戦後の1947年（昭和22年）、東京・品川に「ワイドフィールドモータース」を設立。進駐軍兵士のスポーツカーのチューンアップ、ジープの乗用車への改造、トヨペットやダットサンへのオープンカーやステーションワゴン車体架装、当時は4輪車も出走できたオートレース向けレーシングカーの開発などを手がけた。1952年（昭和27年）には日産自動車宣伝課長だった片山豊の依頼で、戦後初のスポーツカー・「ダットサン・スポーツDC-3」の車体デザインと製造を行った。また、このDC-3で米軍人が中心に行われていたクラブレースに出場、往年の名手ぶりを発揮した。
1955年（昭和30年）、「ワイドフィールドモータース」を日産専属の試作工場「アルファモータース」に改組、「ダットサン・スポーツ1000」 (S211型）やその後継型の「フェアレディ1200」（SPL212/SPL213型）の車体デザインや試作を担当した。1962年（昭和37年）には「アルファモータース」を閉鎖、日産自動車に入社し、試作部付として1967年（昭和42年）までプロトタイプの設計・試作・レース出場車の軽量化やチューニングを担当した。
最晩年は伊豆に隠棲し、仏像彫刻に専念した。